# Lamitan
Lamitan es un municipio filipino de la provincia de Basilán. Según el censo de 2000, tiene 58 709 habitantes en 11 586 casas.

## Barangayes
Lamitan se divide políticamente a 45 barangayes.
| - Arco - Ba-as - Baimbing - Balagtasan - Balas - Balobo - Bato - Boheyakan - Buahan - Boheibu - Bohesapa - Bulingan - Cabobo - Campo Uno - Colonia | - Calugusan - Kulay Bato - Limo-ok - Lo-ok - Lumuton - Luksumbang - Malo-ong Canal - Malo-ong San José - Parangbasak - Santa Clara - Tandong Ahas - Tumakid - Ubit - Bohebessey - Baungos | - Danit-Puntocan - Sabong - Sengal - Ulame - Bohenange - Boheyawas - Bulanting - Lebbuh - Maganda - Malakas - Maligaya - Malinis (Pob.) - Matatag - Matibay - Simbangon |

- Datos: Q1714
- Multimedia: Lamitan / Q1714

1. ↑  Worldpostalcodes.org, código postal n.º 7302.